# Lliura de Gibraltar
La lliura de Gibraltar (en anglès Gibraltar pound o, simplement, pound) és la unitat monetària de Gibraltar. El codi ISO 4217 és GIP i normalment s'abreuja £, o Gib£ per diferenciar-la de la lliura esterlina i d'altres tipus de lliures. Se subdivideix en 100 penics a semblança d'altres lliures.
El Govern de Gibraltar (Government of Gibraltar) emet els seus propis bitllets des del 1927, i des del 1988 té també les seves pròpies monedes; tenen el mateix valor que la lliura esterlina (GBP) i hi són intercanviables. Tot i això, la majoria de bancs de l'estranger i, fins i tot, del Regne Unit, cobren una comissió pel canvi. La decimalització de la lliura de Gibraltar es va dur a terme el 1971, al mateix temps que al Regne Unit.
En circulen monedes d'1, 2, 5, 10, 20 i 50 penics i d'1 i 2 lliures, i bitllets de 5, 10, 20 i 50 lliures. La vinculació amb la lliura esterlina és encara més evident en els bitllets emesos a partir del 1995, en què la moneda surt impresa amb la denominació de pounds sterling, a diferència de les sèries anteriors, en què figurava simplement com a pounds.

## Taxes de canvi
- 1 EUR = 0,753219 GIP; 1 GIP = 1,32764 EUR (3 de febrer del 2008)
- 1 USD = 0,508675 GIP; 1 GIP = 1,96589 USD (3 de febrer del 2008)

La lliura de Gibraltar té un tipus de canvi fix paritari respecte a la lliura esterlina (1 GIP = 1 GBP).